# Georg Karl Christian von Staudt
Georg Karl Christian von Staudt (ur. 24 stycznia 1798 w Rothenburg ob der Tauber, zm. 1 czerwca 1867 w Erlangen) – niemiecki matematyk, jeden z twórców geometrii rzutowej.

## Życiorys
Studiował na uniwersytecie w Getyndze (od 1818 do 1822), doktoryzował się na uniwersytecie w Erlangen w 1822. Od 1827 wykładał na politechnice w Norymberdze a od 1835 na uniwersytecie w Erlangen.